# Sterope (pleiade)
Sterope (in greco antico: Στερόπη?, Steròpē) e conosciuta anche come Asterope (in greco antico: Ἀστερόπη?, Asteròpē) è un personaggio della mitologia greca ed una delle Pleiadi, figlie del primo leggendario re della Mauretania, il titano Atlante e di Pleione.

## Mitologia
La sua figura si collega a quella di Enomao che secondo alcuni miti fu suo sposo e secondo altri invece fu suo figlio, generato dall'unione con Ares.